# District de Mayiladuthurai
Le district de Mayiladuthurai (en tamoul : மயிலாடுதுறை மாவட்டம், Mayiladuthurai mavattam) est l'un des 38 districts de l'État du Tamil Nadu en Inde. Le chef-lieu du district est la ville de Mayiladuthurai (Mayavaram).

## Géographie
Le district est frontalier au nord avec le district de Cuddalore, à l'ouest avec le district de Thanjavur, au sud avec le district de Tiruvarur et le Territoire de Pondichéry (district de Karikal), et est délimité par le Golfe du Bengale à l'est.
Le district est intégralement situé dans le delta fertile de la Kaveri et est une plaine entièrement plate. La Kaveri, ainsi que plusieurs de ses défluents, traverse le district et y atteint son embouchure. La majeure partie de la frontière nord avec le district de Cuddalore est formée par la rivière Kollidam.

## Taluks
En 2020, lorsque le district de Mayiladuthurai a été séparé du district de Nagapattinam, il était composé des taluks suivants :
- Taluk de Kuthalam
- Taluk de Mayiladuthurai
- Taluk de Sirkazhi
- Taluk de Tharangambadi

## Démographie
Au recensement de 2011, le district de Mayiladuthurai comptait 918 356 habitants. 741 788 personnes vivaient dans les zones rurales tandis que 176 568 individus vivaient dans les zones urbaines. Les castes répertoriées (intouchables) et les tribus répertoriées (adivasis) représentaient respectivement 32,31% et 0,23% de la population. L'extrême majorité des habitants sont de confession hindouiste, à près de 90% d'après le recensement de 2011, tandis que les musulmans constituent plus de 7% de la population, et les chrétiens plus de 3%. 